# Inscriptio
Quando si parla di inscriptio con riferimento ai testi delle costituzioni imperiali si fa riferimento alla parte iniziale del provvedimento dove sono riportati il nome dell'imperatore emittente (o degli imperatori emittenti) e del destinatario (o dei destinatari) del provvedimento.
Anche i frammenti del Digesto, per volontà di Giustiniano, contengono una inscriptio nella quale è indicato per esteso il nome del giurista, dell'opera, e del libro dell'opera da cui il frammento è stato tratto dai compilatori giustinianei.